# エトルリア

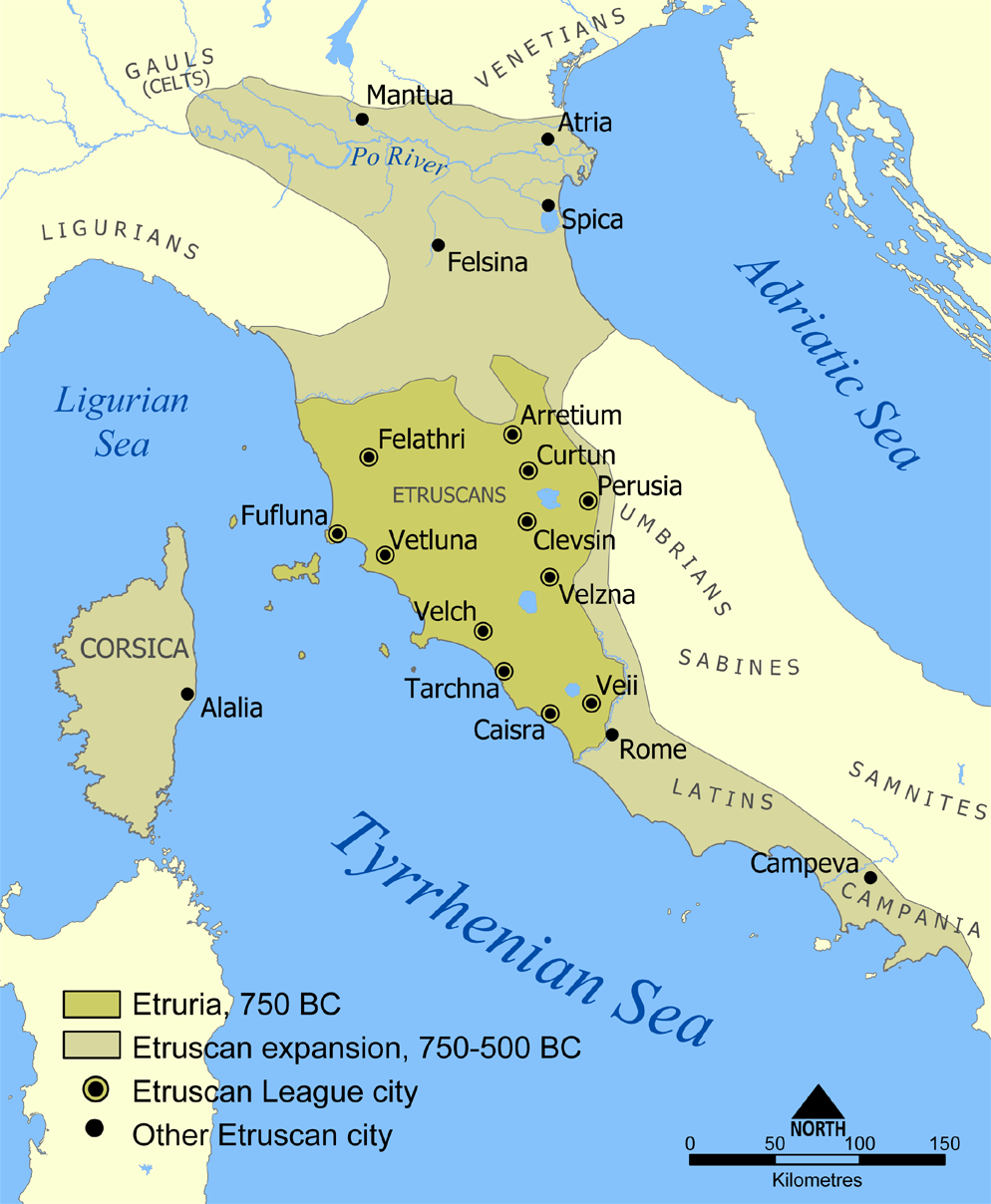
エトルリアの領域 紀元前750年（濃い草色）、紀元前750年から同500年にかけての拡張（薄い草色）。12の都市国家は二重丸で示した。

エトルリア（ラテン語: Etrusci）は、紀元前8世紀から紀元前1世紀ごろにイタリア半島中部にあった都市国家群。ギリシア語ではテュッレーニア (Τυρρηνία Tyrrhenia)。
各都市国家は宗教・言語などの面で共通点があり、統一国家を形成することはなかったものの、12都市連盟と呼ばれるゆるやかな連合を形成し、祭祀・軍事で協力することもあった。
古代ギリシアとは異なる独自の文化をもっていた。当時としては高い建築技術をもち、その技術は都市国家ローマの建設にも活かされた。王政ローマの7人の王の最後の3人はエトルリア系である。
鉄を輸出し古代ギリシアの国家と貿易を行っていた。
紀元前5世紀からカンパニア地方の原住民の自立とサムニウム人の侵入、ポー川流域からはガリア人の侵入を受けて勢力圏を縮小すると、更に紀元前396年に共和政ローマの攻撃によりウェイイが陥落、その後150年かけてエトルリアの諸都市はローマの支配下に入り、紀元前91年からの同盟市戦争によってローマ市民権を得た。

## 沿革
ヘロドトスによれば、エトルリア人は小アジアのリュディアからこの地にやってきたという。一方、ハリカルナッソスのディオニュシオスは、エトルリア人はイタリア古来の民族だと述べている。現在の調査では正式には、エトルリア人が小アジアの出自であることに直結するような証拠はない。しかしながら、ある調査ではエーゲ海のレムノス島では紀元前6世紀までインド・ヨーロッパ語ではない民族が居住していた跡が見られ、その民族の言語がエトルリア人と似ていることが指摘されている。

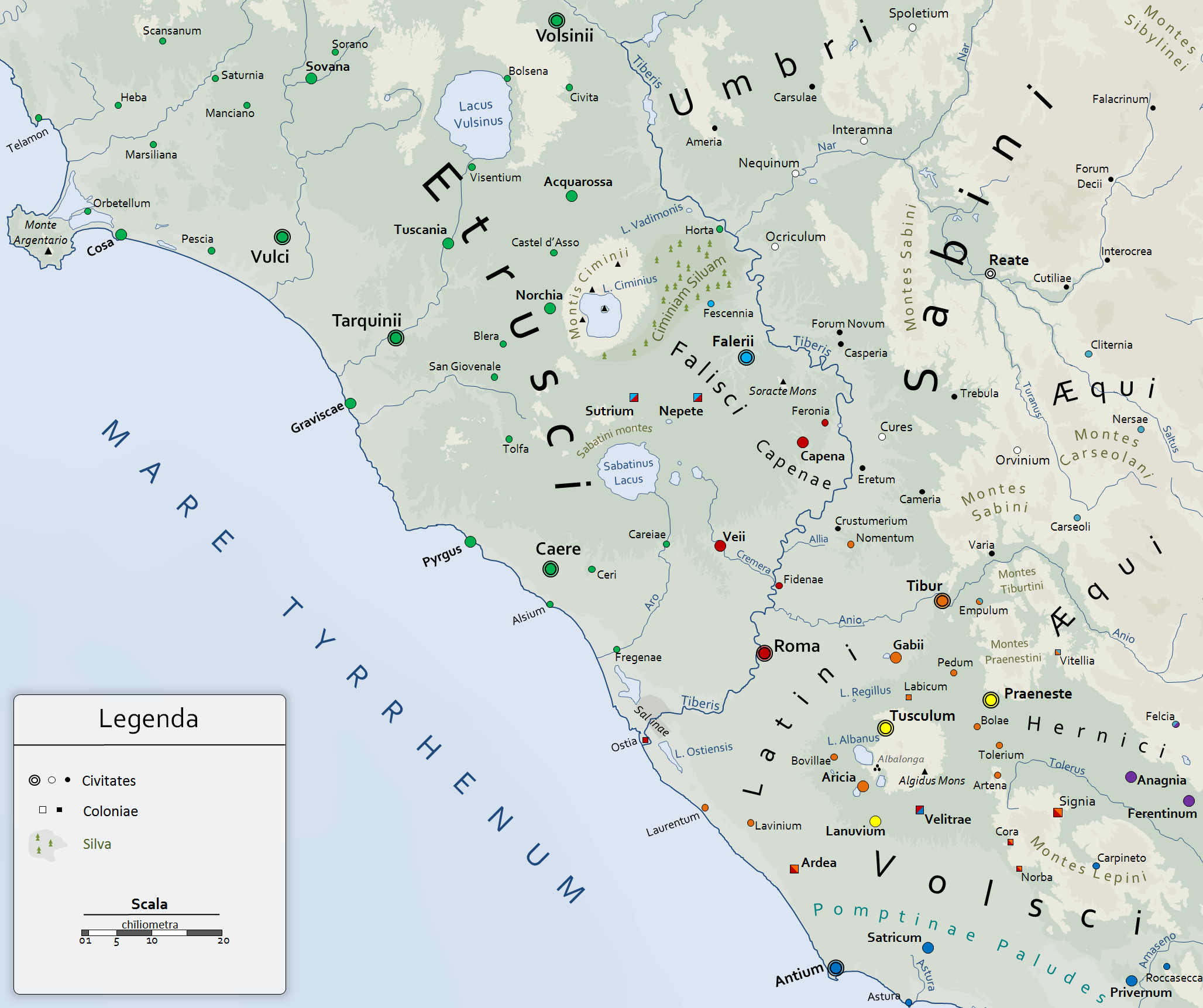
紀元前389年頃のエトルリアの諸都市（緑色）

また、エトルリア人は海を往来する民族でもあり、古代地中海世界の至るところでその存在が記録されている。一説には古代エジプト第20王朝の記録にある「海の民」はエトルリア人ではなかったかとも言われている。
エトルリア人についての伝存する最古の記述はヘーシオドスの著した『神統記』のなかにある。そこでは、エトルリア人は「ティレニア海の輝けるすべての民」として、イタリアにおける非ギリシア民を含む意味合いで言及されている。ヘーシオドスの著作は紀元前7世紀初め頃に記されたが、この時期（紀元前690年 - 680年）の最も古いエトルリアの碑文に、すでにアルファベットの使用が認められ、これはエトルリア商人が商業地であるクマ（現在のナポリ近郊）でギリシア人との交易から、少なくともこれより70年前に学んだものであることは確実である。
エトルリアは、紀元前10世紀頃から花開いたヴィッラノーヴァ文明に端を発する。可能性として、すでにこの半島の各地にそれぞれ異なる文化圏の形成があったと考えられ、これがかのヴィッラノーヴァ文明にほかならない。
王政ローマ時代、ローマの幾人かの王はエトルリア人が務めており、彼らの文化的優位性が窺える。紀元前4世紀、ローマの勢力が強くなると、ウェイイやフィデナエを巡る戦争を経てローマと同盟を結び、実質的には従属した。同盟市戦争の結果、紀元前88年頃にローマ市民権を得ている。
エトルリアの名前は、近世イタリアのエトルリア王国や現代イタリアのトスカーナ州（「エトルリア人の土地」の意）、ティレニア海（「エトルリア人の海」の意）として残っている。

## 言語
エトルリア人は独自のエトルリア語を使っていた。エトルリア語は紀元前8世紀に、ギリシア人がやっていたアルファベットで記述する方法が採用されたが、文字は異なっており、独自の発音を持っていたと考えられている。文字を読むことはできるが、意味はすべては解読されていない。
ルネサンス時代から、エトルリア語は何なのか研究が続いており、あらゆる言語と比較され類似性が探られたが発見できず、インド・ヨーロッパ語族より前の言語だと考えられている。最近の研究では、エトルリア社会ではエトルリア語とフェニキア語の2言語が日常的に使われていたことがわかっているが、未だ解明からはほど遠い。

## 宗教
伝承によれば、タルクイーニアの農夫が農作業中、タゲス (Tages) という名の神童が土の下から現れ、エトルリア人に知恵を授けたという。彼の言葉は3つの教典にまとめられ、それぞれ『臓卜の書』(libri haruspicini)、『雷電の書』(libri fulgurales)、『儀式の書』(libri rituales) と呼ばれ、これらをまとめて『エトルスキ教典』(Etrusca disciplina) と呼んだ。
エトルリアの主神はティン (Tin) もしくはティニア (Tinia) と呼ばれ、他にも様々な役割を分担する神々が存在した。彼らは天上から地底までを16に区分けし、それぞれ1つずつを支配したとされ、この支配領域は動物の内臓、特に肝臓がよく表していると考えられた。そのため、肝臓を用いて神々の意志を伺う、臓卜を重視した。神々には序列があり、主神ティンは3つの雷を持っていた。そのうちの1つは自由に落とすことが出来たが、2つ目の雷を落とすには他の12柱の神々の同意が必要とされ、更に国家の運命を左右する3つ目の雷を落とすためには、その数も性別も名前も不明であった、運命を司る「隠れた神々」の同意が必要とされた。
エトルリア人は宿命論を信じており、神々の意志を変えることや避けることは不可能で、せいぜい先延ばしにすることしか出来ないと考えており、あまり享楽的ではなかったという。臓卜師 (haruspex) は占いによって神々の意志を諮り、「神々の平和」を守り、ひいては地上の平和を守るため、儀式や祭祀を厳粛に遵守した。
このようなエトルリアの占いは、共和政ローマに取り入れられ、ローマ人は『エトルスキ教典』をラテン語に翻訳すると、60人の臓卜師集団を編成して重用した。彼らは帝政ローマ時代に至るまで活動し、キリスト教が国教化されると禁止されたという。

## 女性の地位
タルクイーニアに残された壁画には、宴会に妻が同席していた様子が描かれており、宴会は男だけが参加するものであった古代のギリシャ人によって、長らくエトルリア女性は非道徳的であるとされてきたが、女性の墓からは機織り道具などが見つかっており、また夫婦と思われる男女の横たわる石像がルーブル美術館などに残っていることから、エトルリア人も古典的な理想の母性像を持っていたことが覗われ、夫婦仲も忍ばれるものとなっている。また、エトルリア女性は、ノーメン（氏族名）の女性形だけで表されたローマ人の女性と違い、プラエノーメン（個人名）も持っていたという。このことからも、エトルリアでは女性の独自性が他の周辺地域と比べれば認められていたものと推測される。

## ヴィッラノーヴァ時代
「ヴィッラノヴィアーノ」という名は、1850年に、考古学愛好家であるジョヴァンニ・ゴッツァディーニ伯爵が、非常に変わった特徴をもつ共同墓地を発見したボローニャ郊外の小さな町ヴィッラノーヴァ（現在のカステナーゾの一地区）に由来する。埋葬の特徴というのは、円錐を2つ合わせた形の骨壺（死者の遺品を納める）で、椀形の蓋をもち、大きな石のプレートで囲まれた空間に置かれていた。
研究者たちは、この文化の“準備期間”にあたるものが青銅器時代末期（紀元前12 - 10世紀）のマントヴァ、ウンブリア、トスカーナ、カンパーニア、シチリア、リーパリ島に見られるとしている。ここにはすでに、のちのヴィッラノーヴァ文化で導入されるすべての要素の前触れがある。それらは南イタリアの国々では、早くに現れたギリシア植民都市建設（紀元前8世紀）の影響のために、それ以上発展することはなかった。頻繁に見られる要素の1つとして、遺灰（火葬）を納めるための骨壺がある。多くのタイプがあり、精密な装飾が施されたものも多い。直線や分割、刻印、幾何学的模様によって芸術的効果が加えられたが、使われた粘土は粗いものだった。
兵士の埋葬の場合は、円錐を2つ合わせた形の骨壺に銅製の兜で蓋がされた。この習慣が伝わったラツィオでは、遺灰を両円錐型の壷ではなく、羊飼いの小屋の形をした壷に納めることがあった。
イタリア半島では地方文化が生まれ、発展し、それはしばしばその土地の自然と結びついていた。マルケ北部、アブルッツォ、ラツィオ北部、イルピニア、サンニオ、カラブリアでは遊牧生活が続けられ、一方トスカーナとトスカーナの列島には、地中海東部から鉄を求める航海者たちがやってきた。鉄は当時、貴重な金属の1つだった。青銅の使用も続いたが、それまでのように一般用ではなく、小さな装飾品や奉納用の小像、宗教用具に使われた。地方ごとの違いは大きかったが、この時代には公共生活と、そして何らかの形でのイタリア各地の集落間の連携の必要性が感じられ、共同墓地をもつ、初期の都市型の集落が形成され始めた。
共同墓地は、実際に古代に定住があったことを証明している。海の近く、海岸から数キロメートルのところに集落を形成する一般の傾向に反して、隔離された、住むのに適さない、変わった内陸の環境に居を定めているように見て取れる。唯一のエトルリア海洋都市は、おそらくポプロニアであり、ほかは後背地に位置をとっているが、これは海賊の来襲を恐れたためである。すなわち、クレタ人やミケーネ人に代わって、何者かが鉄を求めてこの資源豊かなエトルリアの土地、イタリア沿岸を訪れていたことがわかる。
とにかく、ポプロニアのように海に面した、それもエルバ島の正面という場所柄には理由がある。ここはおそらく、ヴィッラノーヴァ期の銅・銀製品の主要積出港であり、後にエトルリア期に入って、“鉄の港”となったのである。研究者たちが偽アリストテレスと呼ぶ古代の無名著作家は、ポプロニアでは銅を産出したと記しており、実際に銅くずや、加工工場の跡が見られる。のちにポプロニアは、エルバ島産の鉄の加工で非常に重要な地となった。
港の内部、現在のバラッティ湾には2つの集落と、サン・チェルボーネとポッジョ・デッレ・グラナテという2つの異なるネクロポリスがある。そこには火葬用井戸型墓と、その後の時代の方形墓がある。これらの墳墓と、石室墳墓で、副葬品は同じである。
ヴィッラノーヴァ人は、鉱物や建築資材を掘り出すために多くの時間を費やしたことがわかる。トスカーナとラツィオで採掘跡が見つかっている。鉱物を含む丘とその一帯では、銅、銀を含む鉛、錫石が、チェチナ渓谷では銅、鉛、銀、アミアータ山では水銀をふくむ岩があり、トルファ山地では鉄鉱石、鉛、亜鉛、水銀、エルバ島では鉄、ラツィオ北部では火山性凝灰岩、砂岩、石灰岩が、北部エトルリアではトラバーチンとアラバスターが産出した。
最近の研究では、最も古いエトルリアのヴィッラノーヴァ人は、3つの大きな定住地に集中していたとされる。1つ目はチヴィタヴェッキアとブラッチャーノ湖の間のトルファ山地を含む地域、2つ目はヴルチの考古学ゾーンとボルセーナ湖の東、ラモネの森の間のフィオーラ川渓谷中腹、3つ目はラディコーファニ、キウージ、チッタ・デッラ・ピエーヴェの間のチェトーナ周辺丘陵地帯である。
おそらく3つの定住地は、自給自足の独立した経済と、港から積み出す鉱物の加工・採掘をもとに関係を持っていた。その他の重要な活動としては農業があった。
ヴィッラノーヴァ人は、その最盛期にはエミリア＝ロマーニャから南イタリアにも及ぶ非常に広範な地域に広がっていた。青銅器時代末期をとおして南下を続け、中央イタリアの背骨、山岳地帯に集中したアペニン山脈文化圏の民族直系の子孫である可能性がある。牧羊を生業とする人々で、このためのちのエトルリア人につながるヴィッラノーヴァ人は、大地と動物への愛着を持つようになった。
このように、独自の性格を持ち、地域に固有な伝統と結びついて発展した古代のイタリア各地の文明と解されているが、少し時代が下がると、海上交易と金属加工で、とりわけ東方との貿易、物流の扉を開くことになる。